# Josef Prokeš (legionář)
Josef Prokeš (11. března 1894 Kaliště – 26. května 1944 věznice Pankrác) byl český legionář, odbojář a předseda Revolučního národního výboru ve Veselí nad Lužnicí.

## Životopis
Josef Prokeš se narodil 11. března 1894 v obci Kaliště u Českých Budějovic do rodiny kočího. V dětství se s rodinou přestěhoval do obce Dobrá Voda u Českých Budějovic.
S o rok mladším bratrem Františkem Prokešem se přidal do armády a následně společně bojovali na haličské frontě proti Rusům. Později se přidali do sborů, které bojovali proti Rakousko-Uhersku. Působili jako rozvědčíci. Přidal se do československých legií a bojoval například v bitvě u Zborova. Poslední bitva, ve které bojoval, byla u Bachmače. Tehdy v zemi byla ruská občanská válka, které se rovněž zúčastnil. Tehdejší československý prezident Tomáš Garrigue Masaryk vyjednal přesun československých legionářů do Vladivostoku a následně na západní frontu, kde by bojovali proti Němcům.
Po dvouleté cestě vlakem se legionáři ve Vladivostoku lodí přepravili do italského Terstu. Následně se Josef Prokeš dostal do rodného Československa. Jeho bratr František se toho již nedožil. Padl při bojích v Rusku. In memoriam byl povýšen na kapitána.
Po návratu do rodné vlasti působil jako ředitel v českobudějovickém kině Grant. V roce 1925 se oženil a o tři roky později se mu ve Veselí nad Lužnicí narodil jediný syn Zdeněk. Ve městě vznikla cementářská legiostavba, kde působil jako ředitel a pracoval zde až do své smrti.
Od roku 1943 se účastnil ilegálního odboje ve Veselí. Ve městě rovněž založil první revoluční národní výbor. V březnu 1944 byl gestapem zatčen a vězněn ve věznici Pankrác. Na rozkaz Karla Hermanna Franka byli členové revolučního národního výboru posláni před stanný soud. Ten je dne 26. května 1944 všechny odsoudil k smrti stětím gilotinou. Téhož dne byli všichni popraveni. Jeho tělo bylo spáleno, ale popel rodině předán nebyl. Před svou smrtí napsal dopis na rozloučenou.
Synovi Zdeněk Prokeš po válce dohledal všechny dokumenty o smrti svého otce. V roce 1946 mu v Dobré Vodě připravil pohřeb, kterého se zúčastnili i ostatní legionáři. Smuteční řeč pronesl matematik Bohumil Bydžovský. Zdeněk Prokeš v roce 2015 společně s Pavlem Kohoutem napsal knihu Josef Prokeš: legionář a vlastenec, která mapuje život Josefa Prokeše.